# Knorpelkräuter
Die Knorpelkräuter (Polycnemum) sind eine Pflanzengattung in der Unterfamilie Polycnemoideae innerhalb der Familie der Fuchsschwanzgewächse (Amaranthaceae). Früher wurden sie zur Familie der Gänsefußgewächse (Chenopodiaceae) gestellt.

## Beschreibung

### Vegetative Merkmale
Knorpelkraut-Arten sind einjährige oder ausdauernde krautige Pflanzen. Sie besitzen eine schwache Behaarung aus einfachen und unregelmäßig verzweigten Haaren (Trichomen). Die niederliegenden oder aufsteigenden Stängel sind gerippt.
Die Laubblätter stehen wechselständig, oft gebüschelt, sitzend und mehr oder weniger stängelumfassend an den Stängeln. Die nicht fleischigen Blattspreiten sind linealisch oder pfriemlich und ganzrandig.

### Generative Merkmale
Die Blüten stehen einzeln in der Achsel eines Tragblatts mit zwei trockenhäutigen Vorblättern. Die zwittrigen Blüten sind klein und unauffällig. Die Blütenhülle besteht aus fünf häutigen Tepalen. Die ein bis fünf Staubblätter sind an der Basis verbunden. Der Fruchtknoten ist eiförmig und trägt oben kurze Narben.
Die Frucht ist vertikal leicht zusammengedrückt, mit dünner Fruchtwand, und bleibt von der überdauernden Blütenhülle umschlossen. Der Same ist vertikal, schwarz, mit deutlich gekörnter Oberfläche. Der ringförmige Embryo umschließt das Nährgewebe.

### Photosyntheseweg
Alle Arten der Gattung Polycnemum sind C3-Pflanzen.

## Verbreitung
Die Gattung Polycnemum ist in Zentral- und Südeuropa, im nordwestlichen Afrika und dem Mittelmeergebiet bis nach Zentralasien verbreitet. Von den etwa sieben Arten kommen die drei Arten Acker-Knorpelkraut (Polycnemum arvense), Großes Knorpelkraut (Polycnemum majus) und Warziges Knorpelkraut (Polycnemum verrucosum) in Deutschland vor.

## Systematik
Die Gattung Polycnemum wurde 1753 durch Carl von Linné in Species Plantarum, 1, S. 35 aufgestellt. Die Typusart ist Polycnemum arvense L. Die Gattung wurde bei den Gänsefußgewächsen (Chenopodiaceae) eingeordnet, wegen mancher Gemeinsamkeiten mit den Fuchsschwanzgewächsen (Amaranthaceae) aber auch dorthin gestellt, beispielsweise von Alfred Moquin-Tandon (in Chenopodearum Monographica Enumeratio 11, 1840) und von Pierre Edmond Boissier (in Flora Orientalis 4, 1879, S. 995). Phylogenetische Forschungen haben gezeigt, dass die Gattung Polycnemum zu den basalen Entwicklungslinien in der Evolution der nun erweiterten Familie Amaranthaceae gehört. Die Gattung Polycnemum gehört zur Tribus Polycnemeae, der einzigen Tribus der Unterfamilie Polycnemoideae innerhalb der Familie der Amaranthaceae.
Die Gattung Polycnemum umfasst sechs Arten:
- Acker-Knorpelkraut (Polycnemum arvense L.)
- Polycnemum fontanesii Durieu & Moq.: Sie kommt in Marokko und in Algerien vor.[6]
- Heuffels Knorpelkraut (Polycnemum heuffelii Láng): Sie kommt ursprünglich in Österreich, Ungarn, Serbien, Tschechien, in der Slowakei, Bulgarien, Rumänien, Griechenland und in der Ukraine vor.[6]
- Großes Knorpelkraut (Polycnemum majus A.Braun ex Bogenh.)
- Polycnemum perenne Litv.: Sie kommt in Zentralasien vor.[7]
- Warziges Knorpelkraut (Polycnemum verrucosum Láng)